# Вирий Непоциан (консул 301 года)
Ви́рий Непоциа́н (лат. Virius Nepotianus) — римский политический деятель начала IV века.

## Биография
Несомненно, он был потомком Квинта Вирия Фонтея Непоциана. В 301 году Вирий Непоциан занимал должность ординарного консула вместе с Титом Флавием Постумием Титианом. Более никаких фактов его биографии не известно. Вероятно, он был либо отцом, либо дедом консула 336 года Вирия Непоциана и предком узурпатора Юлия Непоциана.